# Naylor (Géorgie)
 (avril 2025).
Pour les articles homonymes, voir Naylor.
Naylor est une census-designated place située dans le comté de Lowndes, dans l’État de Géorgie, aux États-Unis. Lors du recensement de 2020, elle comptait 139 habitants.